# Fenena Kujavská
Fenena Kujavská (polsky Fenenna kujawska, nebo inowrocławska, narozena 1268–1277, † 1295) – uherská královna, dcera Siemomysla Kujavského a Salomeny Pomořanské, kněžna z rodu Piastovců.

## Úvod
Její existenci potvrzuje Genealogie sv. Hedviky (polsky Genealogia św. Jadwigy) Jana Długosze a uherské zdroje. Genealogie uvádí, že se nejmenovaná dcera vévody Siemomysla zasnoubila s uherským králem. Na základě této informace Jan Długosz tvrdí, že byla provdaná za Štěpána V. Tato chybná informace byla přejímána až do 19. století, kdy byla Fenena správně označena jako manželka Ondřeje III.

## Život
Datum narození Feneny se vzhledem k dobovým zvyklostem klade mezi roky 1268 a 1277.
Jméno, které dostala, pochází z biblických textů , odvozuje se od Peninnah. Toto jméno nosila jedna ze dvou žen Elkany, tedy otce proroka Samuela. V polských zemích se toto jméno vyskytovalo řídce. Kujavská kněžna byla jediná z dynastie Piastovců, která jej měla.
Po smrti svého otce Siemomysl Kujavský v roce 1287 byla vychovávána svou matkou Salomenou Pomořanskou a bratrem otce, strýcem Vladislavem I. Lokýtkem.

## Manželství
Provdaná byla v roce 1290 a o dva roky později porodila svou jedinou dceru Alžbětu, zřejmě ve svých patnácti letech.
Její manžel Ondřej III. se stal uherským králem v červenci 1290 a jedno z jeho prvních rozhodnutí bylo upevnit vztahy s Polskem, konkrétně s vévodou Vladislavem I. Lokýtkem. Někdy před 9. říjnem toho roku přijela do Uher neteř Vladislava I. Lokýtka Fenena jako nevěsta pro krále.
Sňatek byl prospěšný oběma stranám. Kujavská knížata pomohla Ondřeji III. porazit Karla I. Martela v boji o uherský trůn a uherská strana podpořila Vladislava I. Lokýtka v boji proti českému králi Václavu II. a Jindřichu III. Hlohovském.

## Vláda
Během jejího působení coby královny v letech 1290–1295 vzniklo několik dokumentů vydaných uherskou královnou, které jsou podepsané jménem Fenena, Fennena nebo Fenenna F. Sama Fenena podle soudobých dokumentů u uherského dvora nehrála velkou roli, její samotná existence však zajišťovala spojenectví jejího strýce a jejího manžela.

## Smrt
Datum jejího úmrtí lze odvozovat podle vyjednávání Ondřeje III. s rakouským dvorem ohledně jeho sňatku s Anežkou Habsburskou, resp. také dokumentů vydaných Fenenou. Poslední dokument vydaný Fenenou je datován 8. září 1295. Fenena zřejmě zemřela ještě do konce onoho roku a Ondřej se podruhé oženil po krátkém období smutku a rychlém vyjednávání. Téměř všechny zdroje uvádějí, že svatba Ondřeje III. a Anežky Habsburské proběhla ve Vídni 13. února 1296.
Místo jejího pohřbení není známo.
Po smrti Feneny se Ondřej III. spojil s protivníkem Vladislava Lokýtka, českým králem Václavem II., a v roce 1298 zasnoubil svou dceru Alžbětu s princem Václavem III. K plánovanému sňatku však nikdy nedošlo.